# Heterachthes mucuni
Heterachthes mucuni är en skalbaggsart som beskrevs av Martins och Maria Helena M. Galileo 1999. Heterachthes mucuni ingår i släktet Heterachthes och familjen långhorningar. Inga underarter finns listade i Catalogue of Life.